# Отава, Зденек
Зденек Отава (чеш. Zdeněk Otava; 11 марта 1902, Витейвес, Австро-Венгрия (ныне район Свитави, Пардубицкого края Чешской Республики) — 4 декабря 1980, Прага) — чехословацкий оперный певец (баритон). Народный артист ЧССР (1958).

## Биография
Родился в семье учителя.
В детстве пел в церковном хоре. Его голос был отмечен композитором Л. Яначеком. С 1916 по 1920 год учился в Педагогическом институте. С 1920 по 1923 год учительствовал. Учился вокалу у известного чешского оперного певца Б. Бенони, музыке — у Б. Мартину.
Дебютировал с успехом в 1925 году на сцене Словацкого Национального театра в Братиславе. В 1925—1929 годах — солист Национального театра в Брно, с 1929 г. — пражского Национального театра.
Обладал красивым голосом широкого диапазона и большой силы, богатыми музыкальными и сценическими данными.
18 декабря 1926 года участвовал в премьере оперы Л. Яначека «Средство Макропулоса» в роли Барона Ярослава Пруса.

## Избранные партии
- король Владислав, Хрудос, Томше («Далибор», «Тайна», «Поцелуй» Сметаны),
- Исмен («Армида» Дворжака),
- Ламингер («Псоглавцы» Коваржовица),
- Фигаро («Свадьба Фигаро» Моцарт),
- Риголетто Верди),
- Яго («Отелло» Верди),
- Тонио («Паяцы» Леонкавалло),
- Эскамильо («Кармен» Бизе) и др.

Выступал в концертах, известен как замечательный исполнитель чешских народных песен. Занимался педагогической деятельностью, преподавал вокал в Пражской консерватории и Академии музыки и исполнительских искусств в столице.
Сотрудничал с Чехословацким радио, сделал ряд грамзаписей.
Похоронен на Вышеградском кладбище в Праге.